# Lucio Ángel Vallejo Balda
Lucio Ángel Vallejo Balda (ur. 12 czerwca 1961 w Villamediana de Iregua) – hiszpański duchowny katolicki, sekretarz Prefektury Ekonomicznych Spraw Stolicy Apostolskiej w latach 2011-2016, skazany za udział w tzw. aferze Vatileaks.

## Życiorys
1 sierpnia 1987 otrzymał święcenia kapłańskie i został inkardynowany do diecezji Astorga.
21 września 2011 został mianowany przez Benedykta XVI sekretarzem Prefektury Ekonomicznych Spraw Stolicy Apostolskiej. 18 lipca 2013 papież Franciszek ustanowił go jednocześnie sekretarzem nowo powołanej Papieskiej Komisji referującej o organizacji struktury ekonomiczno-administracyjnej Stolicy Apostolskiej.
2 listopada 2015 duchowny został zatrzymany przez Żandarmerię Watykańską w związku ze śledztwem prowadzonym w sprawie przywłaszczenia i rozpowszechniania dokumentów poufnych dotyczących finansów Watykanu.
7 lipca 2016 został skazany przez Trybunał Państwa Watykańskiego na 18 miesięcy więzienia za przestępstwo ujawniania i rozpowszechniania tajnych dokumentów w tzw. aferze Vatileaks. Wraz z nim skazana została jego asystentka Francesca Chaouqui.